# Ljuban Crepulja
Ljuban Crepulja (n. 2 septembrie 1993, Čapljina, Federația Bosniei și Herțegovinei, Bosnia și Herțegovina) este un fotbalist croat, care joacă pe post de mijlocaș la NK Slaven Belupo în Prva HNL. Pe plan internațional, are prezențe la națională pentru Croația U-21⁠(d).